# Personenliste der Pandora Papers
Die Liste von in den Pandora Papers genannten Personen zählt Personen und Organisationen auf, die in den Pandora Papers als Aktionäre, Direktoren und Begünstigte von Offshore-Finanzprodukten erwähnt werden. Insgesamt werden 35 amtierende und ehemalige Staatsoberhäupter oder Regierungschefs sowie mindestens 330 Politiker und Beamte aus 91 Ländern sowie 130 Milliardäre in den Papieren erwähnt.

## Staatsoberhäupter
- Abdullah II, König von Jordanien[2]
- Luis Abinader, Präsident der Dominikanischen Republik[3]
- İlham Əliyev, Präsident der Republik Aserbaidschan[4]
- Milo Đukanović, Präsident von Montenegro[5]
- Uhuru Kenyatta, Präsident von Kenia[5]
- Guillermo Lasso, Präsident von Ecuador[6]
- Denis Sassou Nguesso, Präsident der Republik Kongo[7]
- Ali Bongo Ondimba, Präsident von Gabun[5]
- Sebastián Piñera, Präsident von Chile[5]
- Nikos Anastasiades, Präsident der Republik Zypern[1]
- Tamim bin Hamad Al Thani, Emir von Katar[8]
- Wolodymyr Selenskyj, Präsident der Ukraine[9]

### Staatsoberhäupter a.D.
- Juan Carlos I., von 1975 bis 2014 König von Spanien[10]
- Horacio Cartes, ehemaliger Präsident von Paraguay[11]
- Pedro Pablo Kuczynski, ehemaliger Präsident von Peru[11]
- Porfirio Lobo Sosa, ehemaliger Präsident von Honduras[11]
- César Gaviria, ehemaliger Präsident von Kolumbien[12]
- Andrés Pastrana, ehemaliger Präsident von Kolumbien[13]
- Ricardo Martinelli, ehemaliger Präsident von Panama[11]
- Ernesto Pérez Balladares, ehemaliger Präsident von Panama[11]
- Juan Carlos Varela, ehemaliger Präsident von Panama[11]

### Vize
- Marta Lucía Ramírez, Vizepräsidentin Kolumbiens[14]
- Ricardo Álvarez, Vizepräsident von Honduras[15]

## Regierungschefs und Vizepremiers
- Patrick Achi, Premierminister der Elfenbeinküste[16]
- Andrej Babiš, Ministerpräsident von Tschechien[17]
- Muhammad bin Raschid Al Maktum, Premierminister der Vereinigten Arabischen Emirate und Emir von Dubai[8]
- Nadschib Miqati, Ministerpräsident vom Libanon[18]

### Regierungschefs a.D.
- Tony Blair, ehemaliger Premierminister des Vereinigten Königreichs[19]
- Silvio Berlusconi, ehemaliger Ministerpräsident Italiens[20]
- Tung Chee-hwa, ehemaliger Chief Executive of Hong Kong[21]
- Leung Chun-ying, ehemaliger Chief Executive of Hong Kong[22]
- Hassan Diab, Ministerpräsident von Libanon[23]
- Bidsina Iwanischwili, ehemaliger Premierminister von Georgien[24]
- Aires Ali, ehemaliger Ministerpräsident von Mosambik[25]
- Khalifa bin Salman Al Khalifa, ehemaliger Premierminister von Bahrain[25]
- Laurent Lamothe, ehemaliger Premier von Haiti[25]
- Süchbaataryn Batbold, ehemaliger Premierminister der Mongolei[25]
- Tschimediin Saichanbileg, ehemaliger Premierminister der Mongolei[26]
- Abdelkarim al-Kabariti, ehemaliger Premierminister von Jordanien[25]

### Vizepremier a.D.
- Haim Ramon, ehemaliger Vizepremier Israels und ehemaliges Mitglied der Knesset[27]
- Carlos Morales Troncoso, ehemaliger Vizepräsident der Dominikanischen Republik[1]

## Weitere Politiker sowie Berater
- Dominique Strauss-Kahn, ehemaliger geschäftsführender Direktor des Internationalen Währungsfonds (IWF)[8]
- Aymeric Chauprade, ehemaliges Mitglied des Europäischen Parlaments[28]
- Sylvain Maillard, Mitglied der Nationalversammlung und Generaldirektor von Alantys Technology[29]
- Ben Elliot, Co-Vorsitzender der Conservative Party[30]
- Paul Deighton, Baron Deighton, Mitglied des House of Lords und Vorsitzender von The Economist Group[31]
- Jonathan Aitken, ehemaliger Chief Secretary to the Treasury[32]
- Patrick Robertson, politischer Berater und Gründer der Bruges Group[32]
- Nir Barkat, Mitglied der Knesset und ehemaliger Bürgermeister von Jerusalem[33]
- Roberto Campos Neto, Präsident der Zentralbank von Brasilien[11][34]
- Paulo Guedes, Wirtschaftsminister von Brasilien[11][34]
- Wopke Hoekstra, Finanzminister der Niederlande und Parteiführer der Christen-Democratisch Appèl[35]
- Siniša Mali, Finanzminister von Serbien und ehemaliger Bürgermeister von Belgrad[36]
- Jaime Durán Barba, politischer Berater des ehemaligen argentinischen Präsidenten Mauricio Macri[11]
- Zulema María Eva Menem, ehemalige First Lady von Argentinien und Tochter des ehemaligen Präsidenten Carlos Menem[11]
- Daniel Muñoz, Sekretär des ehemaligen Präsidenten Néstor Kirchner[11]
- Julio Scherer Ibarra, ehemaliger Berater von Andrés Manuel López Obrador[11]
- Jorge Arganis Díaz Leal, Minister des Secretaría de Comunicaciones y Transportes[37]
- Shaukat Tarin, Finanzminister von Pakistan[38]
- Moonis Elahi, Minister für Wasserressourcen[39]
- Raja Nadir Pervez, ehemaliger Innenminister Pakistans[40][41]
- Khan Arif Usmani, Präsident der pakistanischen Nationalbank[42]
- Sharjeel Memon, ehemaliges Mitglied der Provinzversammlung[43]
- Chaudhry Moonis Elahi, Mitglied der Nationalversammlung von Pakistan[43]
- Aleem Khan, Senior Minister von Punjab und Minister für Ernährung, Mitglied der Provinzversammlung des Punjab[44]
- Faisal Vawda, ehemaliger Minister für Wasserressourcen und Mitglied des pakistanischen Senats[45]
- Sushil Gupta, ehemaliger Hauptkommissar für Einkommensteuer[46]
- Homi Rajvansh, Ex-Indian Revenue Service Officer und zusätzlicher Geschäftsführer der National Agricultural Cooperative Marketing Federation of India[46]
- Satish Sharma, ehemaliges Mitglied des Unionskabinetts in der indischen Regierung[31]
- John Dalli, ehemaliger Finanzminister von Malta und ehemaliger Europäischer Kommissar für Gesundheit und Verbraucherschutz[47]
- Die Familie von Win Gatchalian (Senator der Philippinen) und Rex Gatchalian (Bürgermeister von Valenzuela City)[48]
- Arthur Tugade, Verkehrsminister[48]
- Andres D. Bautista, ehemaliger Vorsitzender der Wahlkommission und Vorsitzender der Präsidialkommission für gute Regierung[48]
- Rolando Gapud, Geschäftsmann und ehemaliger Mitarbeiter des verstorbenen Diktators Ferdinand Marcos[49]
- Dennis Uy, CEO der Udenna Corporation und Honorarkonsul der Philippinen in Kasachstan und Mitarbeiter des philippinischen Präsidenten Rodrigo Duterte[49]
- Daim Zainuddin, ehemaliger Finanzminister[50]
- Tengku Zafrul Aziz, ehemaliger Finanzminister[51]
- Yamani Hafez Musa, ehemaliger stellv. Finanzminister[51]
- Ahmad Zahid Hamidi ehemaliger stellv. Premierminister und Präsident der United Malays National Organisation[51]
- Nirupama Rajapaksa, ehemaliger stellvertretender Minister für Wasserversorgung und Entwässerung von Sri Lanka[52]
- Mohsen Marzouk, Secretary-General of the Arab Democracy Foundation[25]
- Peter Obi, ehemaliger Gouverneur von Anambra, ehemaliger Vizepräsidentschaftskandidat[53]
- Abubakar Atiku Bagudu (Politiker und Gouverneur von Kebbi)[54]
- Ángela María Orozco, Verkehrsminister[14]
- Lisandro Junco Riveira, Vorsitzender der Nationalen Direktion für Steuern und Zoll[55]
- Guillermo Botero, Botschafter in Chile und ehemaliger Verteidigungsminister[56]
- Luis Diego Monsalve, Botschafter in China[56]

- Fuad Char Abdala, ehemaliger Kongressabgeordneter.[56]
- Alejandro Char Chaljub, ehemaliger Bürgermeister von Barranquilla und ehemaliger Gouverneur von Atlántico.[56]
- Arturo Char Chaljub, Senator und ehemaliger Präsident des Kongresses.[56]
- David Char Navas, ehemaliger Kongressabgeordneter wegen Zusammenstoßes mit Paramilitärs angeklagt[56]

- Riad Salameh, Direktor der Zentralbank des Libanon[57]
- Marwan Kheireddine, Bankier, Unternehmer und ehemaliger Minister[58]
- Alexei Chepa, Mitglied der Föderationsversammlung[59]
- Andrey Vavilov, ehemaliger stellvertretender Finanzminister[60]
- Zakaria Idriss Déby Itno, Botschafter in den Vereinigten Arabischen Emiraten und Stiefbruder des Präsidenten Mahamat Déby[25]
- Qiya Feng, Delegierter der Provinz Henan[25]
- Nasry Asfura, Bürgermeister von Tegucigalpa[15]
- Glenn Godfrey, ehemaliger Generalstaatsanwalt von Belize[1]
- Yassir Znagui, Berater des marokkanischen Königs Mohammed VI. und ehemaliger Minister[61]
- Airlangga Hartarto, Wirtschaftsminister Indonesiens[62]
- Luhut Binsar Pandjaitan, Minister für Seeverkehrs- und Investitionsangelegenheiten[62]

## Adel
- Lalla Hasna von Marokko, Tochter von König Hassan II.[8]
- Haus Thani (königliche Familie von Katar)[63]
- Corinna zu Sayn-Wittgenstein-Sayn, Unternehmerin und Freundin des ehemaligen spanischen Königs Juan Carlos I.[64]

## Geschäftsleute
- Anil Ambani, Geschäftsmann und Vorsitzender der Reliance Group[65]
- Nirav Modi, Geschäftsmann[65]
- Vinod Adani, Geschäftsmann[66]
- Kiran Mazumdar-Shaw, Unternehmerin, reichste Frau Indiens[66]
- John Shaw, Geschäftsmann und Ehemann von Kiran Mazumdar-Shaw[67][65]
- Niranjan Hiranandani, Geschäftsmann[68]
- Pramod Mittal, Geschäftsmann[69]
- Olegario Vázquez Aldir, Geschäftsmann[11]
- Germán Larrea Mota-Velasco, Geschäftsmann und CEO der Grupo México[11]
- María Asunción Aramburuzabala, Unternehmerin[11]
- Aco Đukanović, Geschäftsmann[5]
- Blažo Đukanović, Geschäftsmann[5]
- Mir Shakilur Rehman, Editor-in-chief der Jang Media Group[70]
- Hameed Haroon, CEO der Dawn Media Group[70]
- Sultan Ali Lakhani, CEO der Express Media Group[70]
- Arif Nizami, verstorbener Journalist und Redakteur von Pakistan Today[70]
- Javed Afridi – Inhaber von Peshawar Zalmi[70]
- Alexander Temerko, Spender der Tories[71]
- Vitaly Zhogin, ehemaliges Vorstandsmitglied der Interprombank[60]
- Alexander Leonidowitsch Mamut, Milliardär[60]
- Konstatin Ernst, CEO von Channel One Russia[72][73]
- Yuri Kovalchuk, Aktionär der Bank Rossiya[72][74]
- Victor Fyodorov, Öl-Tycoon[72][75]
- Michail Safarbekowitsch Guzerijew, Oligarch[59]
- Gennadi Nikolajewitsch Timtschenko, Oligarch und enger Vertrauter des Präsidenten Wladimir Putin[76][72][74]
- Petr Kolbin, Geschäftsmann und enger Freund von Präsident Wladimir Putin[72]
- Erman Ilıcak, Geschäftsmann[77]
- Beny Steinmetz, Geschäftsmann[65]
- Graeme Briggs, Gründer des Asiaciti Trust[78]
- Antonio Jose vulga Pai, Bau-Tycoon[11]
- Ihor Kolomojskyj, Oligarch, Vertrauter und Förderer von Präsident Wolodymyr Selenskyj[1]
- Deljan Peewski, Oligarch und ehemaliges Mitglied der Nationalversammlung[25]
- Masayoshi Son, Technologie-Milliardär[79]
- Mohamed Amersi, Geschäftsmann[80]
- Ben Goldsmith, Finanzier und Nachfahre der Goldschmidt-Familie[30]
- Bernie Ecclestone, Automobilsportunternehmer[81]
- Ahsani-Familie (Treuhänder der Iran Heritage Foundation und Vorsitz des monegassischem Energieunternehmens Unaoil)[82]
- Du Shuanghua, Milliardär[78]
- Federico Kong Vielman, Direktor der Banco Industrial[1]
- Jho Low, Investor und Vordenker des 1MDB-Unterschlagungsskandals[1]
- Tony Fernandes, Unternehmer und Chef von AirAsia[81]
- Aljaksandr Singman, Geschäftsmann[83]
- Robert F. Smith, Investor und CEO von Vista Equity Partners und Spender der Demokratischen Partei[1]
- Robert Brockman, Milliardär und CEO von Reynolds & Reynolds und Spender der Republikanischen Partei[1]
- Jared Wheat, Drogenschmuggler, ehemaliger CEO von Hi-Tech Pharmaceuticals USA[84]
- David R. Hinkson, verurteilter Krimineller und Gründer von WaterOz[84]
- Carlos Kepce, Rechtsanwalt[84]
- Allan Zeman, CEO von Mesco Shipyard Ltd[26]
- Bruce Rockowitz, Vorsitzender von Rock Media International[26]
- Joseph Tsai[85]
- Stanley Ho[26]
- Allan Zeman, CEO of Mesco Shipyard Ltd[26]
- Oscar Hilado[48]
- Joselito Campos, Jr., Sohn von Jose Yao Campos[48]
- Helen Dee, Tochter von Alfonso Yuchengco, Banker[48]
- Gaisano-Familie[48]
- Aboitiz-Familie[48]
- Wenceslao-Familie[48]
- Enrique K. Razon[48]
- Erben von Henry Sy[48]
- Elmer Serrano, Vorsitzender und Präsident der ES Consultancy Group und Geschäftspartner von Henry Sy[48]
- Zenaida Tantoco und Anthony Tantoco Huang, CEO der SSI Group, Inc. und Präsident und Direktor der SSI Group, Inc[48]

- Enrique K. Razon, Vorsitzender und CEO von International Container Terminal Services und Vorsitzender von Bloomberry[48]
- Peter Rodriguez, Gründer der Asian Aerospace Corporation[48]
- Familie Santos, Modedesigner, Geschäftsleute und Pädagogen[48]

- Alejandro Santo Domingo[56]
- Luis Carlos Sarmiento[56]
- Isaac, Gabriel Gilinski und Jaime Gilinski Bacal, Bänker und Milliardäre[56]
- Eduardo Pacheco Cortés[56]
- Barberi-Familie[56]
- Echavarría-Familie[56]
- Char-Familie[86]
- Thirukumar Nadesan, ehemaliger Direktor der Capital Maharaja Organization[85]
- Mohamed Abdellahi Ould Yaha, Unternehmer und ehemaliger Minister[78]
- Flavio Briatore, Sport- und Industrieunternehmer[81]
- Bernard de Laguiche, Vorstand von Solvay[87]
- Hubert de Wangen, ehem. Vorstand von Solvay[87]

## Prominente aus Sport und Kultur und Andere
- Carlo Ancelotti, ehemaliger Fußballspieler und heutiger Fußballtrainer[88]
- Raffaele Amato, Mafiaboss der Secondigliano Scissionsti (Camorra)[89]
- Ángel Di María, Fußballspieler[90]
- Claudia Schiffer, Model[91][92]
- Sachin Tendulkar, ehemaliger Cricketspieler und Mannschaftskapitän der indischen Nationalmannschaft[65]
- Jackie Shroff[81]
- Elton John, Musiker[91]
- Ringo Starr, Musiker[91]
- Helena de Chair, Ehefrau von Jacob Rees-Mogg, Führer des House of Commons[59]
- Douglas Latchford, Kunsthändler[93]
- Lady Tina Green, Ehefrau von Sir Phillip Green und Schatzmeister von Charlène von Monaco[59]
- Shakira, Pop-Rock-Sängerin und Songwriterin[88][91]
- Sjarhej Schejman, Sohn des Politikers Wiktar Schejman[83]
- Lee Soo-man, Musikproduzent[94]
- RedOne, Musikproduzent[95]
- Miguel Bosé, Sänger und Schauspieler[96]
- Pep Guardiola, ehemaliger Fußballspieler und heutiger Fußballtrainer[88]
- Julio Iglesias, ehemaliger Fußballspieler und Sänger[88]
- Santiago Calatrava, Architekt[97]
- Mario Vargas Llosa, Schriftsteller und Nobelpreisträger[98]
- Sergei Roldugin, Musiker, Unternehmer und Freund von Wladimir Putin[72][74]
- Svetlana Krivonogikh, Bekannte und angebliche Geliebte Wladimir Putins[72][99][74]
- Swedish House Mafia, Musikband[100]
- Jacques Villeneuve, Rennfahrer[101]
- Elvis Stojko, Eiskunstläufer[101]
- David Furnish, Filmproduzent und Regisseur[81]
- Robert Durst, verurteilter Mörder und Immobilienerbe[84]
- Martin Zarcadoolas, verurteilter Drogenschmuggler für die Colombo-Familie[84]

## Organisationen und Unternehmen
- Apple, Elektronik- und Softwarehersteller[26]
- Abbott Laboratories, Pharmakonzern[26]
- Baker McKenzie, Rechtsanwaltskanzlei[26]
- Nike Inc., Sportartikelhersteller[26]
- RJR Nabisco, ehemaliger Tabak- und Nahrungsmittelkonzern[26]
- Legionäre Christi, römisch-katholische Ordensgemeinschaft[102]
- Solvay, Chemiekonzern[87]
- Rostec, Staatsgesellschaft[26]
- VTB, Kreditinstitut in staatl. Besitz[60]
- Asiaciti Trust, Treuhandstiftung[26]
- Unaoil, Energieunternehmen[82]
- Crown Estate, Körperschaft des öffentlichen Rechts und Eigentum der britischen Monarchie[103]
- Bloomsbury Publishing, Verlag[32]
- Farrer & Co, Kanzlei[54]
- Fraport AG Frankfurter Flughafen[104]